# Balkanpakt

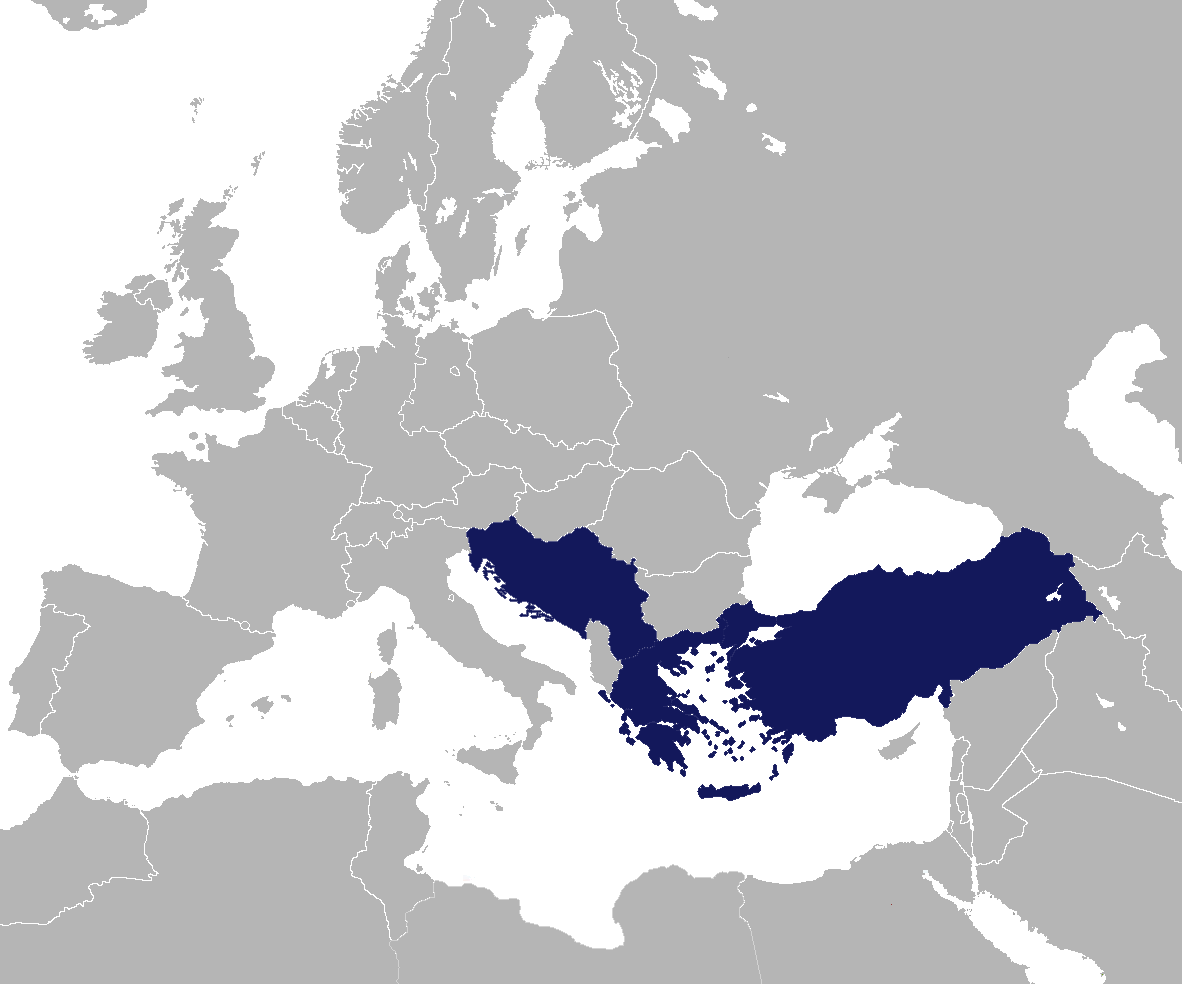
Balkanpakt

Der Balkanpakt war ein am 9. August 1954 in Bled geschlossenes Militärbündnis zwischen der Türkei, Griechenland und Jugoslawien.  Am 28. Februar 1953 hatten die drei Balkanstaaten in Ankara einen Freundschaftsvertrag unterzeichnet. Das Militärbündnis wurde auf eine Dauer von 20 Jahren geschlossen, um einer potenziellen Bedrohung durch die Sowjetunion und ihre Verbündeten zu begegnen. Nach Ablauf der 20-jährigen Vertragsdauer verzichtete Jugoslawien auf eine Erneuerung bzw. Verlängerung des Bündnisses.